# Blues en Venezuela

## Historia del Género
El Blues en Venezuela se ha desarrollado a lo largo de varias décadas (70-90), como en cualquier otro país hispanoamericano, herendando los matices, de músicos venezolanos, que atraídos por este género musical; han desarrollado sus propuestas musicales y ensambles de blues tradicional en todo el territorio.
José Ríu, músico importante en la escena Blusera de Venezuela, nos relata como nace la primera banda de Blues en el país; Pastel de Gente. J.R.: "En primer lugar, tengo un hermano diez años mayor que yo, que en plenos años 60s y 70s, cuando él era un adolescente, la música que escuchaba era The Rolling Stones, Eric Clapton, Los Beatles, y posiblemente de allí me viene la vena musical del Blues. En esa época existían tiendas especializadas donde se conseguían estos discos. Había una en el Centro Comercial Bello Campo que ahora no recuerdo su nombre; también estaba Don Disco en Chacaíto, Allums, y una vez me sucedió algo extraño cuando entré a un abasto en Altamira y me conseguí con un enorme catálogo de discos que abarcaba desde Nelson Ned hasta Santana, y allí compre, entre los que recuerdo, un disco de Lynyrd Skynyrd llamado (“Give me back my bullets) porque me llamó la atención la pinta de los tipos. Mi hermano mayor era y es amigo de los viejos integrantes de People Pie, Marcelo Caponi y Augusto Bernard, quienes ya tocaban en la década de los sesenta y setenta. Un día les comentó que yo tocaba guitarra y les propuso escucharme. Total que un día llegaron a mi casa y me vieron tocar sobre el fondo musical de uno de los discos de Blues que yo tenía, los cuales compraba desde los doce (12) años. Así fue como empecé a tomar la música profesionalmente. A partir de ese momento comenzó a formarse nuevamente People Pie, pero ya bajo el nombre “nacionalizado” de Pastel de Gente, y sucedió lo que quizás me gustaría que me sucediera a mí ahora, que llegara alguien más joven que yo con el impulso que da la juventud (que es único), y me insistiese para grabar un disco, tocar en bares, hacer giras y esas cosas, como hice yo en aquella época. En el año 1983 entre a Pastel de Gente. Ya para el año 1985 grabamos el primer disco “El Blues del Plan Union” y el segundo, “Estas viejo Rock and Roll”, en 1987.". (José Ríu)
Marcello Caponi, voz líder de Pastel de Gente nos relata como fue la primera banda de Blues de Venezuela. La banda se fundó por primera vez en 1967 con el nombre inglés de PEOPLE PIE.  Los fundadores e integrantes originales fueron: Augusto Bernard, que para ese entonces se alternaba en la segunda guitarra y en los teclados;  Vito Ippolito, en el bajo;  Kike Gascó en la batería; Israel Waizer en la guitarra leader y Marcelo Caponi, vocalista.  Los cuatro primeros, hasta el momento de fundar a People Pie, tocaban en una banda que tenía el psicodélico y muy sesentón  nombre de “The Dream Lovers Expedition” (y anteriormente Kike e Israel habían tocado juntos en el grupo “The Kicks”).  Marcelo, por su parte, en 1967 recién había regresado a  Caracas, su ciudad natal, luego de vivir 7 años en Roma, Italia, adonde su papá había mudado toda la familia en 1959. En Roma, Marcelo fundó su primer grupo, llamado “The Farm” y al llegar a Venezuela formó la banda “The Dips” con compañeros del colegio. Fue precisamente cuando coincidieron The Dips y The Dream Lovers Expedition en un toque en el Centro Italiano-Venezolano en Prados del Este, que Marcelo conoció Augusto y Vito y allí nació una gran amistad entre ellos que todavía perdura. Cuando Javier, el cantante de The Dream Lovers Expedition, dejó el grupo, su puesto fue ofrecido a Marcelo, quien aceptó de inmediato.  Con el nuevo cantante, también se decidió cambiar el nombre del grupo y se adoptó el de People Pie, por sugerencia de la novia de Vito que un día, tras una guerra de pasteles en la cara entre los integrantes del grupo, en la fiesta de cumpleaños de uno de ellos, dijo que la torta, originalmente de chocolate, se había convertido en un “pastel de gente”.

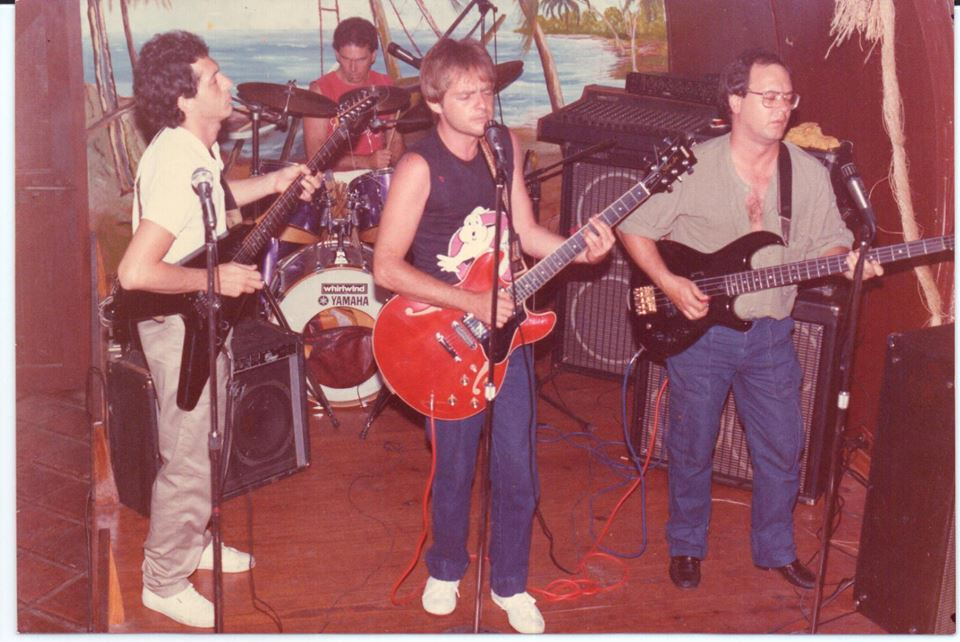
Pastel Gente 1987

Pocos meses después de la fundación de People Pie, Israel Waizer dejó el grupo y fue reemplazado en la guitarra líder por Carlos Barrera. La banda empezó tocando versiones de grupos ingleses y americanos y algunas piezas propias, con especial predilección por  el género blues (al comienzo solo conocían el blues blanco de los Yardbirds, Rolling Stones, John Mayall y Canned Heat, entre otros, pero, sucesivamente, empezaron a escuchar los verdaderos maestros y creadores del género, tales como Muddy Waters, Otis Spann, Robert Johnson, Buddy Guy, B.B. King, etc. y fue amor a primera vista…o mejor dicho, a primer oído). Era la época de la Caracas hippie y la banda solía presentarse en fiestas privadas, conciertos y en festivales, muy en boga en esos tiempos, algunos totalmente improvisados (los antepasados de los “raves”) y otros más organizados. Tanto los eventos organizados, como los improvisados, tenían como característica en común la de terminar a menudo abruptamente por la intervención de las fuerzas policiales. Entre los conciertos y  festivales en los que People Pie actuó, recordamos los que se celebraban en la Concha Acústica de Bello Monte; las “Mermeladas” que organizaba en la Superdiscoteca de San Martín Cappy Donzella,  locutor de radio Capital que se había convertido en una especie de gurú del movimiento hippie venezolano en los años ’60; un festival que tuvo lugar en los jardines de la UCAB (gracias al cielo sin policías); otro festival  muy concurrido que tuvo lugar en 1969 (sin pedir permiso a ninguna autoridad, por supuesto) en la que en ese entonces era la plaza de El Cafetal (donde ahora está el Centro Comercial Las Américas), que la policía no logró interrumpir sino después de que ya habían tocado casi todos los grupos invitados y el más famoso de todos los festivales de la época, el Festival de Parque del Este,  organizado este también por Cappy Donzella, cuya entrada costaba “una flor”. Sin embargo, en este último festival mencionado, People Pie solo alcanzó a afinar los instrumentos en la tarima, pues cuando estaba por arrancar con la primera pieza, una carga de la Guardia Nacional puso fin al evento a peinillazo limpio, disolviendo los miles de personas que pacíficamente se habían reunido en el lugar. 
En esta época, People Pie también tuvo una activa colaboración con el grupo teatral “Arte de Venezuela” de Levy Rossell y llegó a ser la banda que interpretaba en escena los temas musicales de varias obras del grupo, tales como “Vimazolureka”, “Salomé” (una libre versión de la obra de Oscar Wilde) y “Hola Público”. A cambio de sus actuaciones en las obras teatrales, Levy Rossell permitió a People Pie tener un show propio un día a la semana en el Teatro Chacaíto, que para ese entonces era la sede del grupo teatral. El show se llamaba “Una hora y pico en el subsuelo” y en el mismo actuaban People Pie y otras bandas invitadas (entre ellas “Sky White Meditation” y “Worst Emotions”). .
Para finales de 1970, Vito Ippolito se separó del grupo y así Carlos Barrera pasó al bajo y como guitarra líder ingresó César Sánchez Bello, que venía de la agrupación “Worst Emotions”, que recién se había disuelto. César tenía muchos contactos y conseguía buenos toques, lo que causó un incremento en el número de actuaciones de People Pie, tanto en Caracas, como en el interior, incluyendo un Festival Rock en el Nuevo Circo (fue una de las pocas veces, sino la única, en que se permitió un festival rock en el coso taurino caraqueño y en el mismo, además de People Pie, actuaron el Grupo Pan y Tsee Mud, entre otros). Hasta fueron contratados como “banda juvenil” de a bordo en varios  cruceros por el Mar Caribe (en uno de ellos, compartían escenario todas las noches con “Las Cuatro Monedas”).  Una de las actuaciones de este periodo que los integrantes de la banda más recuerdan es la que tuvo lugar en Puerto La Cruz, con ocasión del 1.er. Festival del Mar Caribe en 1970. Y el recuerdo se debe a que, en esa época, el movimiento hippy y juvenil de Puerto La Cruz prácticamente estaba concentrado en forma exclusiva en la zona de Lecherías, donde las actuaciones de la banda tenían gran éxito y muchos seguidores, mientras que para el resto de los habitantes de la ciudad, la visión de unos músicos melenudos parecía ser una experiencia novedosa que no les agradaba mucho. De hecho, la banda, por contrato, tuvo que tocar una noche en el Complejo Ferial en pleno centro de Puerto La Cruz, junto con los Melódicos (que, como se sabe, era una orquesta tipo Billo’s) y un grupo colombiano de cumbias. People Pie tenía que tocar tres sets, pero solo alcanzó a ejecutar el primero y parte del segundo, pues a un cierto punto la gente empezó a subirse a la tarima, con actitud que a claras luces no era amistosa y,  abalanzándose sobre Marcelo,  gritaban “Sandra, Sandra!” (en alusión a Sandro, el cantante argentino, cuyo nombre gritaban al femenino pues el pelo largo -y ni siquiera tanto, a decir verdad- del vocalista Marcelo Caponi, les hacía suponer que se trataba de un afeminado). La violenta actitud del público, que solo quería  escuchar salsa y cumbia, puso fin anticipado a ese concierto. Sin embargo, las  noches de éxito en Lecherías compensaron ampliamente ese mal rato. 
En 1971, People Pie realizó su primera grabación. Se trataba de “Complejo de Persecución”, una pieza rock que era un canto de protesta contra todas esas cosas  que en esa época (y tal vez también hoy en día) perseguían a los jóvenes y no los dejaban vivir en paz y amor, como deseaban (tales como la policía, el consumismo inducido por las cuñas comerciales, las ideologías, etc. Hasta la obsesión de qué hacer en el futuro era uno de los “perseguidores”).  La canción tuvo buena difusión en los programas de radio “ácidos” de la época.  Cuando la pieza era ejecutada en vivo, la gente enloquecía con el sonido de sirenas de policía que César parecía extraer de su guitarra (en realidad se trataba de un pedal wah wah). Con esa canción People Pie participó en el Concurso Impulso, una especie de competición a nivel nacional para bandas y artistas juveniles que organizó el Canal 8 en 1971.  Participar en ese evento fue una decisión errada, pues no solo se trataba de “competir” un artista contra otro, idea totalmente ajena al espíritu hippy de confraternidad que hasta ese momento había inspirado filosóficamente al grupo, sino que, además, era un concurso descaradamente comercial. Sin embargo, People Pie llegó hasta la fase final del concurso y finalmente ocupó el segundo lugar, detrás del grupo “Los Cazadores”  de Valencia, que resultaron ser los ganadores ejecutando una cancioncita romántica de melodía pegajosa. Cuando se anunció el resultado final y a People Pie le tocaba volver a tocar como ganador de la “medalla de plata”, el público se opuso a la decisión de los jueces y literalmente impidió a la banda volver a subirse al escenario, ya que pensaban que merecía el primer lugar. El desplante tuvo como consecuencia para People Pie la cancelación de un contrato con la disquera que estaba detrás del concurso y, por tal razón, “Complejo de persecución” nunca llegó a editarse en disco y solo se escuchó la cinta por la radio y circuló en casetes. Hoy en día es una rareza para coleccionistas.
A comienzos de 1972, Augusto Bernard y Carlos Barrera se separaron de la banda e  ingresaron dos nuevos músicos: Mario López en el bajo y Noel Pereda en los teclados.
En esta época el grupo tuvo la idea, que a la postre resultó ser desacertada, de dejar de un lado el rock puro y su amado blues, para dedicarse al rock sinfónico, bajo la influencia de grupos como los primeros Genesis, Gentle Giant, King Crimson y Van der Graaf Generator, entre otros, que en ese entonces eran totalmente desconocidos al gran público venezolano. De hecho, Marcelo Caponi y César Sánchez Bello compusieron una pieza de rock sinfónico, llamada “Tormento y éxtasis” (título tentativo), que tenía una larga y elaborada introducción instrumental, estilo música clásica y cuyas letras  hablaban del desencanto causado por el final de la verdadera era hippy (“todas las flores se han secado ya, amor y paz ahora solo son formas de vender más” decía una estrofa).  People Pie llegó a grabar esta pieza para el sello BASF, con la producción de Luis Oberto, a mediados de 1972, junto con otra canción original del grupo, pero con letras en inglés (“Concrete bee hives”) que debía ser el lado B de un 45 que nunca salió a la venta. En efecto, a último momento la disquera quiso aportar unos cortes a la canción “Tormento y éxtasis”. El grupo no aceptó y así se canceló el contrato.
El último concierto de People Pie en su primera etapa, fue, al igual nada más ni nada menos que los Beatles, arriba de un techo. Se trató del Primer Festival “Orbita S” que tuvo lugar a finales de 1972 en el techo-terraza que la tienda por departamentos SEARS tenía en ese entonces en Bello Monte.  El público que asistió al evento quería escuchar el rock ‘n roll y blues que solía tocar People Pie y no apreció mucho la nueva onda sinfónica en la que el grupo empezaba a aventurarse. Este tropiezo, conjuntamente con la desilusión por el final de la era hippy de “Paz y Amor”, causó la disolución de People Pie. Sin embargo, a diferencia de los Beatles (…jeje), la banda sí volvió a reagruparse.

## Bandas de Blues en Venezuela
Las bandas de Blues en Venezuela que pueden identificarse claramente en la historia musical venezolana son:
Pastel de Gente, 
Tupelo Blues, 
Bambara Blues, 
Soto Blues Band, 
La Otra Banda Blues, 
Hard Blues, 
El cuarto del Blues, 
The West Blues Band, 
Canela Blues, 
Héctor Castillo Trio, 
Los Zamuros y el Hombre Malboro, 
Mr. Cool and Blueschaser, 
Dejablues, 
Soul Out Blues Band, 
Rock and Janis, 
Blues Gant. 
Además de una banda radicada en España Antonio Bello Blues Band. En Venezuela el Blues ha crecido y otras bandas de la nueva era del blues, pasado el año 2010 son:  MaXondo Blues&Corp (hoy BigBro Blues Band), HarmoniKa Proyect, Los Infelinos, Canuto´s Blues Band y José Luis Kool Aid con su can Blues pink tone.

## Eventos de Blues en Venezuela
- 2011, El 22 y 23 de septiembre 1.er Caracas Blues Festival
- 2012, El 1.er Valencia Blues Fezt
- 2013, El 16 y 23 de febrero se celebró en Valencia el 2.do Valencia Blues Fezt
- 2014, El 08 y 16 de febrero se celebró en Valencia el 3.er Valencia Blues Fezt
- 2015, El 31 de enero se celebró en Valencia el 4.to Valencia Blues Fezt
- 2016, Entre el 20 y 27 de febrero se realizará el 5.to Valencia Blues Fezt

## Discografía de Blues en Venezuela
Los discos de Blues grabados en Venezuela son: Blues del Plan Union y Estas Viejo Rock And Roll de la agrupación Pastel de Gente, Total Blues Fusión de la agrupación Soto Blues Band, Blues desde el sur Profundo, "Sobrenatural" e "Irreverente" grabados por Bigbro Blues Band, el único disco recopilatorio de blues en Venezuela, compilado donde participan las agrupaciones: Tupelo Blues, Soto Blues Band y la Otra Banda Blues y Entre el Sueño y la Ilusión de la agrupación El Cuarto del Blues.
Aparte de estas grabaciones, se conocen otra grabaciones privadas, como el disco en vivo de Soto Blues Band, y las grabaciones del segundo disco de Tupelo Blues y el disco Westblues Band de la agrupación Westblues Band.
Una nueva propuesta en larga duración la trae José Luis Kool Aid Acosta y su Can Blues Pink Tone en su disco Serenata donde se recopiló temas venezolanos a tiempo de Blues.

## Músicos venezolanos dedicados al Blues
- Christian Teppa
- Eduardo Soto
- Gabriel Torres
- Edwin Márquez
- Franklin Belisario
- Remmy Segovia
- Héctor Castillo
- Eva Hernández
- Vito Ippolito
- Héctor Alonso
- José Antonio Gil
- Arturo Falcón
- Pedro Pinto
- Cecilio Perrozzi
- Marcel Roo Araya
- Arianna
- Luis Castillo
- Jesús Rondon
- Miguel Tamburini
- Manuel Sánchez
- José Luis Kool Aid Acosta
- Carlos Pérez
- Abigail Romero
- Rainel Rondon
- Antonio Bello
- José Riu
- Marcelo Caponi
- Augusto Bernard
- Eugenio Moleiro
- Alejandro Ramos
- Alfredo Escalante (Reconocido locutor, creador de "La música que sacudió al mundo" y "La Hora del Blues")
- Naudy Pérez (Blog DeltaHideaway)